# Nisída Psyttáleia
Nisída Psyttáleia (Psyttaleia Island) är en ö i Grekland.   Den ligger i prefekturen Nomós Attikís och regionen Attika, i den sydöstra delen av landet, 12 km väster om huvudstaden Aten. Arean är 0,38 kvadratkilometer.
Terrängen på Nisída Psyttáleia är platt. Öns högsta punkt är 34 meter över havet. Den sträcker sig 0,9 kilometer i nord-sydlig riktning, och 1,5 kilometer i öst-västlig riktning.